# World of Darkness (компьютерная игра)
World of Darkness — компьютерная многопользовательская ролевая игра, разрабатываемая компанией CCP Games, известной по MMORPG EVE Online. В 2010 году, на фестивале Grand Masquerade, состоялся неофициальный анонс игры. До закрытия проекта над игрой работали около 75 разработчиков.
14 апреля 2014 года разработчик объявил об остановке разработки игры.

## Мир Тьмы
Действие игры происходит во вселенной World of Darkness, созданной компанией White Wolf Game Studio. Эта вселенная — альтернативная реальность, в которой, неведомо для большинства обитателей современного мира, существуют вампиры, оборотни, призраки, маги и демоны. В Мире тьмы есть также большинство объектов из реального мира, однако, в нём более ярко показаны отрицательные стороны жизни. Так, например, все болезни нашего мира ещё более серьёзны, страхи гораздо реальней, правительства ещё более упадочные, экосистема все больше умирает с каждой ночью.

## Разработка
В ноябре 2006 года на фан-фесте EVE Online было объявлено о слиянии компаний CCP Games и White Wolf Publishing. Результатом этого должна была стать адаптация мира EVE Online в RPG и создание MMORPG World of Darkness Online. Планировалось, что игра будет базироваться на основе Vampire: The Masquerade и фокусироваться на политических и социальных взаимоотношениях между игроками. В июне 2007 года было объявлено о том, что полномасштабные работы над MMORPG начнутся в течение года и выпуск игры запланирован на 2011—2012 годы.
В октябре 2011 года CCP анонсировало масштабное сокращение штата и перевод большинства оставшихся сил на разработку дополнений к EVE Online и выпуску Dust 514. Позднее было объявлено, что команда World of Darkness Online сократилась до 60 человек, но работы над игрой по прежнему продолжаются. Тогда же, публике было представлено первое видео из игры.
В начале 2013 года, Chris McDonough, исполнительный продюсер игры рассказал о том, что команда World of Darkness также работает и над другими проектами в CCP. 70 человек занимаются разработкой технологий и инструментов, которые будут использоваться для создания игры, по-прежнему находящейся в стадии пре-продакшна. Было также объявлено, что на игру оказали значительное влияние популярные open-world песочницы DayZ и Rust, а сама игра будет представлять собой высокотехнологичный симулятор вампира: «We’re making sure this is a next-generation MMO. It’s very focused on movement and motion and capturing what it’s like to be a vampire. People ask about our high level designs for World of Darkness and we’ve called this a vampire simulator. What’s it like to be a vampire. Not a super hero, but a super-powered individual. The way the characters move around the city feels very vampiric».

## Прекращение разработки

### Отмена игры
Однако 14 апреля 2014 года было объявлено о прекращении разработки MMORPG World of Darkness. Большая часть сотрудников была уволена, оставшиеся же были переведены на работу над вселенной EVE Online. Президент CCP Хильмар Вейгар Петурссон извинился перед игроками, которые долгие годы ждали игру. Его цитата «Мы мечтали создать игру, которая бы перенесла вас в фантастический мир World of Darkness, но, увы, мы вынуждены признать, что результат не оправдывал ожиданий. Я надеюсь, что однажды мы загладим эту вину перед вами». Чуть позже появились сведения о том, что на момент закрытия игра находилась в состоянии закрытого альфа-тестирования. Были также опубликованы скриншоты и руководство пользователя.